# Mary Turner

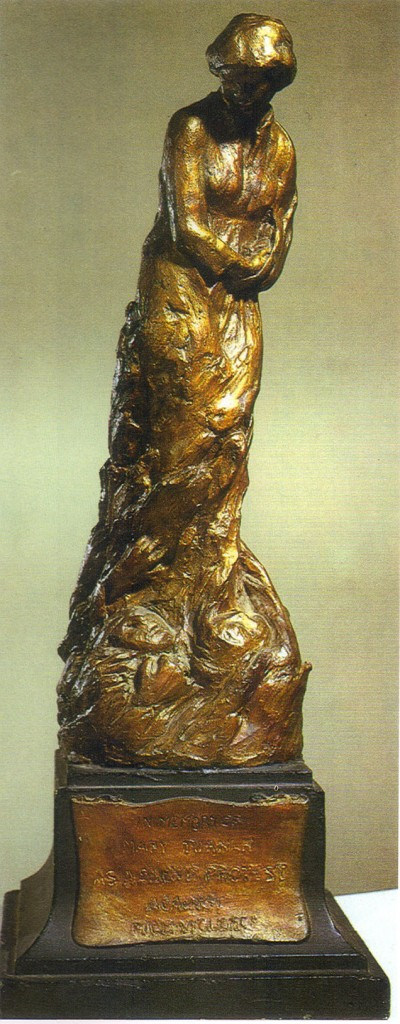
Mary Turner, por Meta Vaux Warrick Fuller, escultura em gesso pintado, 1919

Mary Turner (morta em 1918) foi uma afro-americana vítima de linchamento em Valdosta, Georgia.
Em maio de 1918, um fazendeiro branco de 31 anos de idade chamado Hampton Smith, conhecido pelos abusos físicos contra seus empregados, foi baleado e morto na plantação por um dos seus empregados negros, um rapaz de 19 anos chamado Sydney Johnson. Após alguns dias na fazenda, Johnson teria apanhado de Smith por não trabalhar enquanto estava doente.
Por uma semana grupos de linchamentos se organizaram na região, onde no mínimo onze pessoas foram mortas; entre eles estavam outro negro, Hayes Turner. Atormentada, sua esposa Mary, então grávida de oito meses, se opôs ao assassinato de seu marido, e ameaçou que os membros do grupo iriam ser presos. Isso acabou fazendo com que os motinistas se voltassem contra ela. Turner foi levada de sua casa por um grupo de mais de cem pessoas, e teve seus tornozelos amarrados, foi pendurada de cabeça para baixo em uma árvore, e foi molhada com gasolina e óleo de motor, tendo o grupo lhe ateado fogo em seguida.
Enquanto Turner ainda estava viva, um membro dos linchadores abriu seu abdómen com uma faca. O feto de oito meses caiu no chão, onde foi pisoteado e esmagado. Por fim, o cadáver de Turner foi crivado de balas.
Após o assassinato, a Associated Press escreveu que Mary Turner havia feito "observações imprudentes" sobre a execução de seu marido, e que "as pessoas, em seu humor indignado, tomou uma exceção de seus avisos, assim como da atitude dela".